# Лозоватка (Царичанский район)
Лозоватка (укр. Лозоватка) — село, Залелиевский сельский совет, Царичанский район, Днепропетровская область, Украина.
Код КОАТУУ — 1225681104. Население по переписи 2001 года составляло 152 человека.

## Географическое положение
Село Лозоватка находится на правом берегу реки Орель, выше по течению на расстоянии в 1 км расположено село Андреевка, ниже по течению примыкает село Залелия.